# Таррафал-де-Монте-Тригу
Таррафа́л (порт. Tarrafal de Monte Trigo) — деревня на западном побережье острова Санту-Антан, Кабо-Верде.
Один из немногих населённых пунктов страны, утопающих в зелени. Имеет длинные пляжи с чёрным песком.
Жители занимаются прежде всего сельским хозяйством и ловлей рыбы. Есть несколько маленьких магазинов и баров, школа, церковь и поликлиника.
Побережье Таррафала, приблизительно 20 км длиной, является системой защищенных заливов, изолированных берегов и скалистых пунктов. Вулканический пейзаж продолжается ниже воды, создавая такие подводные образования, как гроты и рифы, которые являются родиной широкого разнообразия типов и размеров рыбы. Горы позади Таррафала, высотой до 1979 м (вулкан Короа), защищают залив от постоянных северо-восточных пассатов.
С января по апрель в водах около деревни размножаются горбатые киты. Морские черепахи откладывают яйца на побережье осенью.
В деревню можно попасть из Порту-Нову (порт. Porto Novo) по горной дороге; на пароме или рыбацкой лодке из города Минделу на соседнем острове Сан-Висенте.

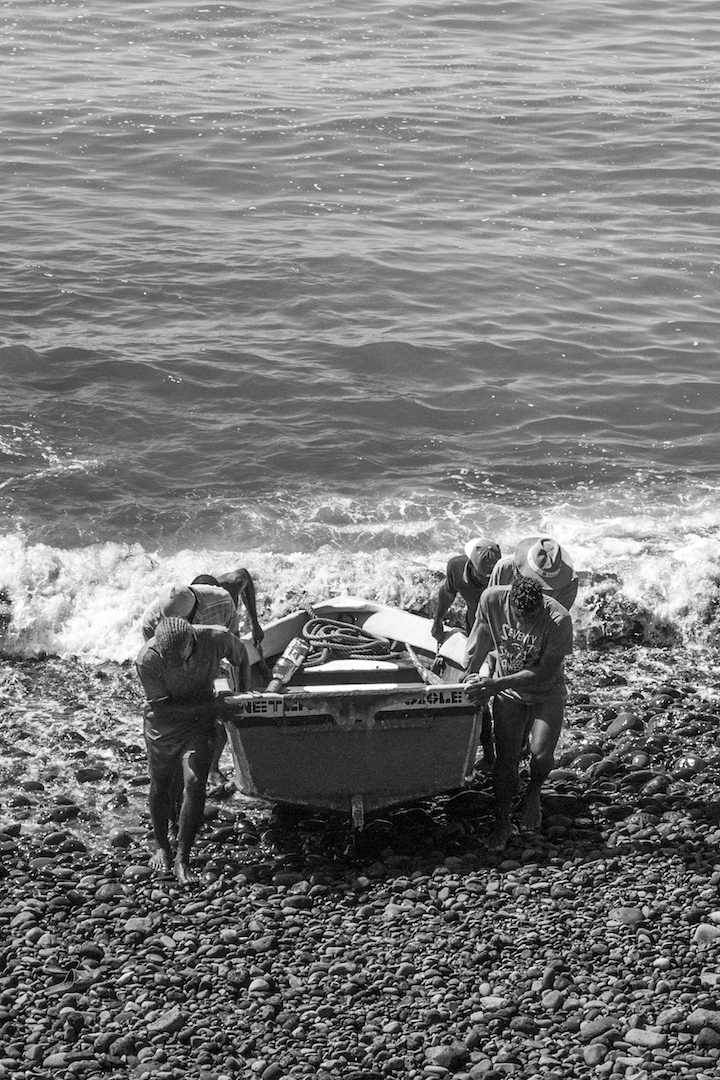
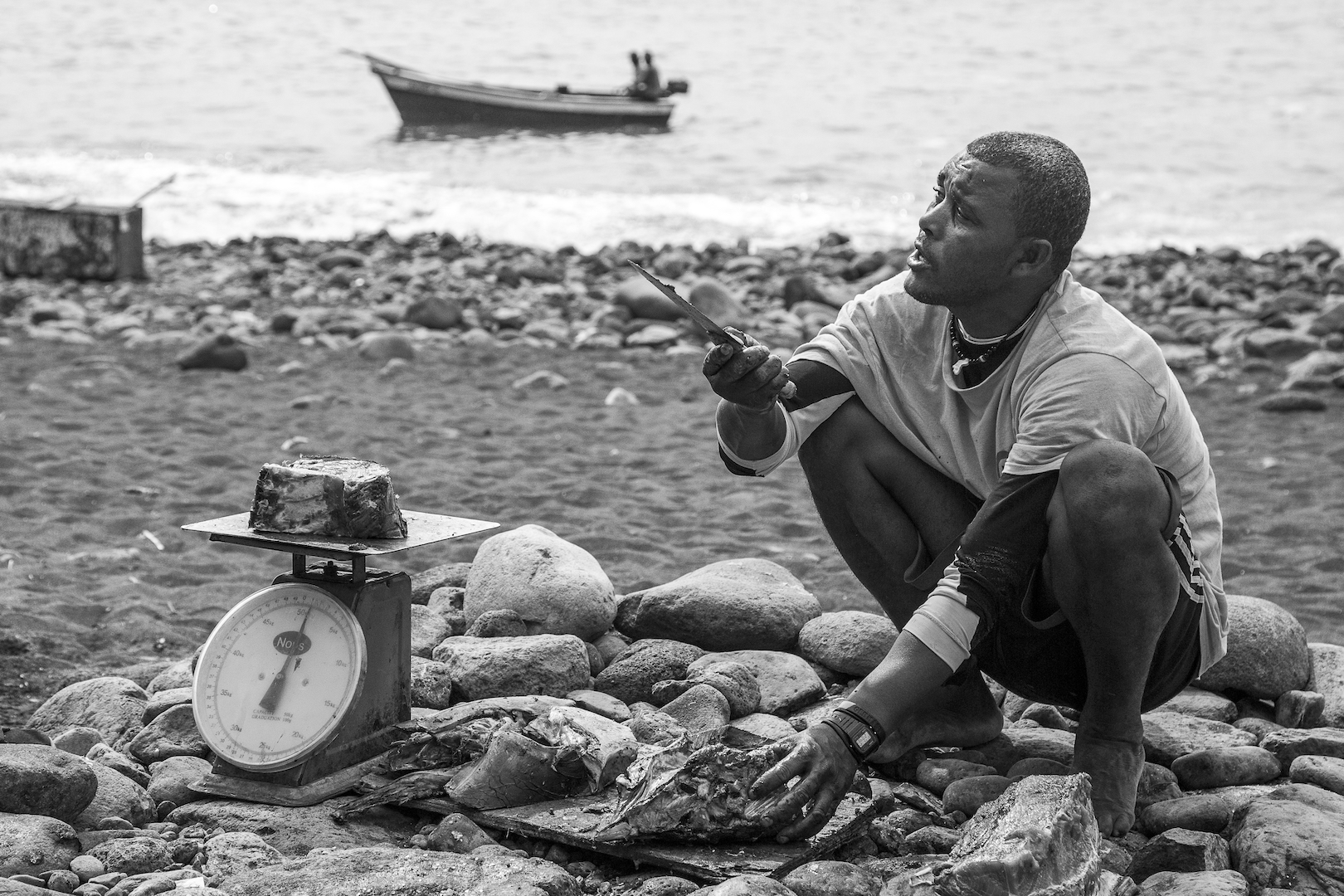
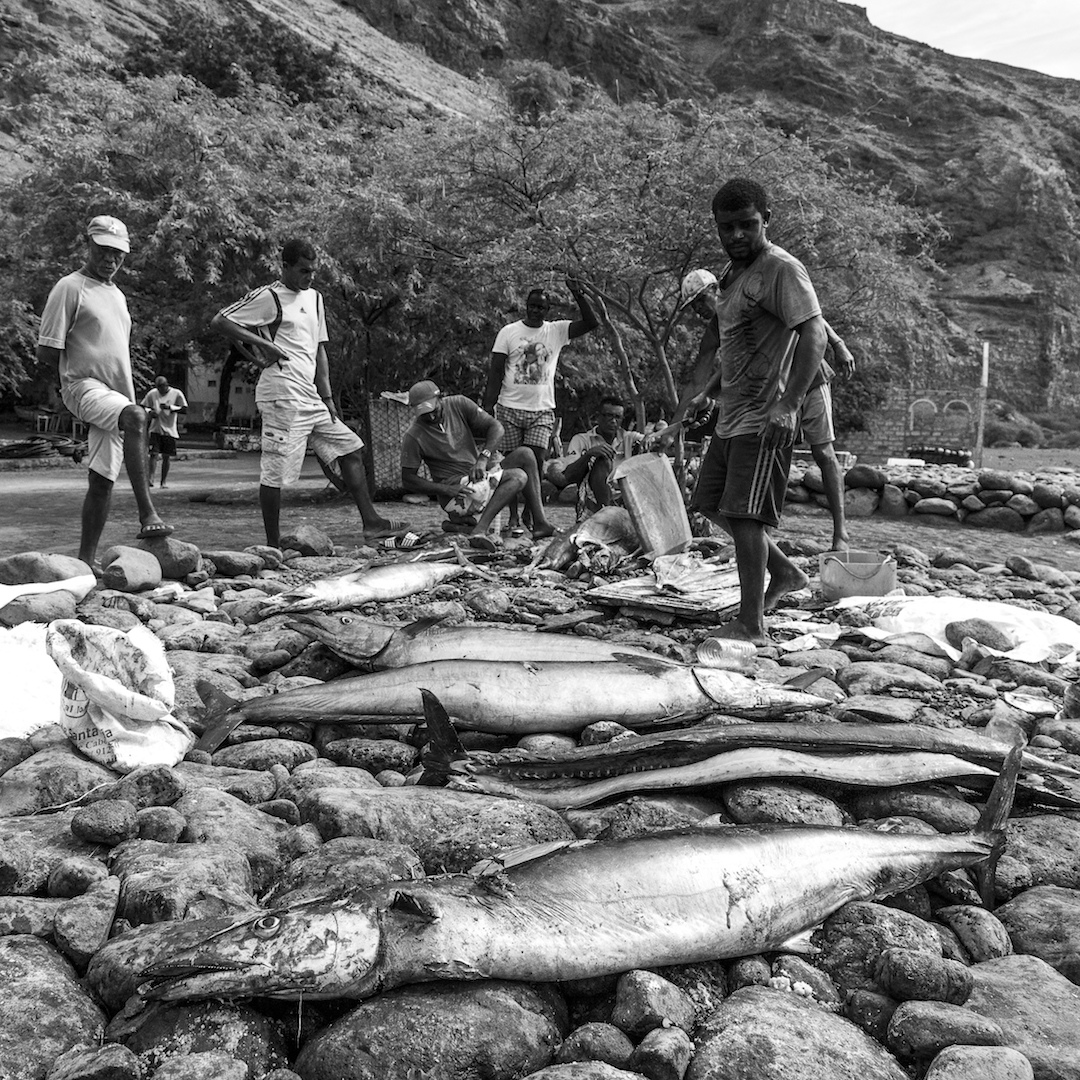
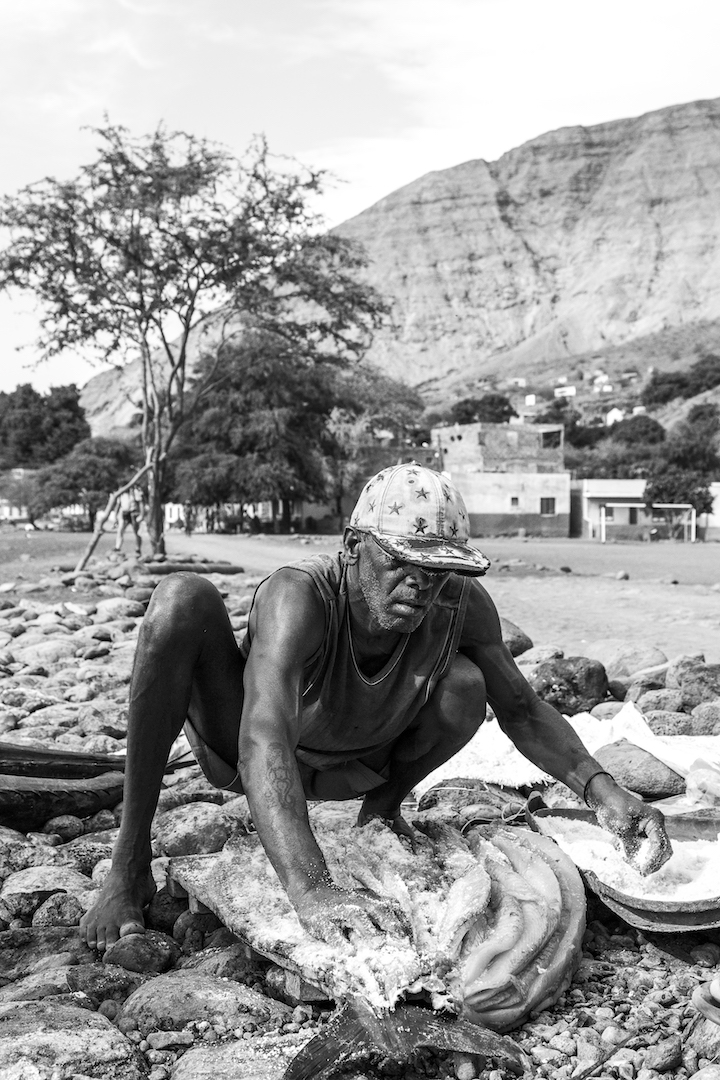
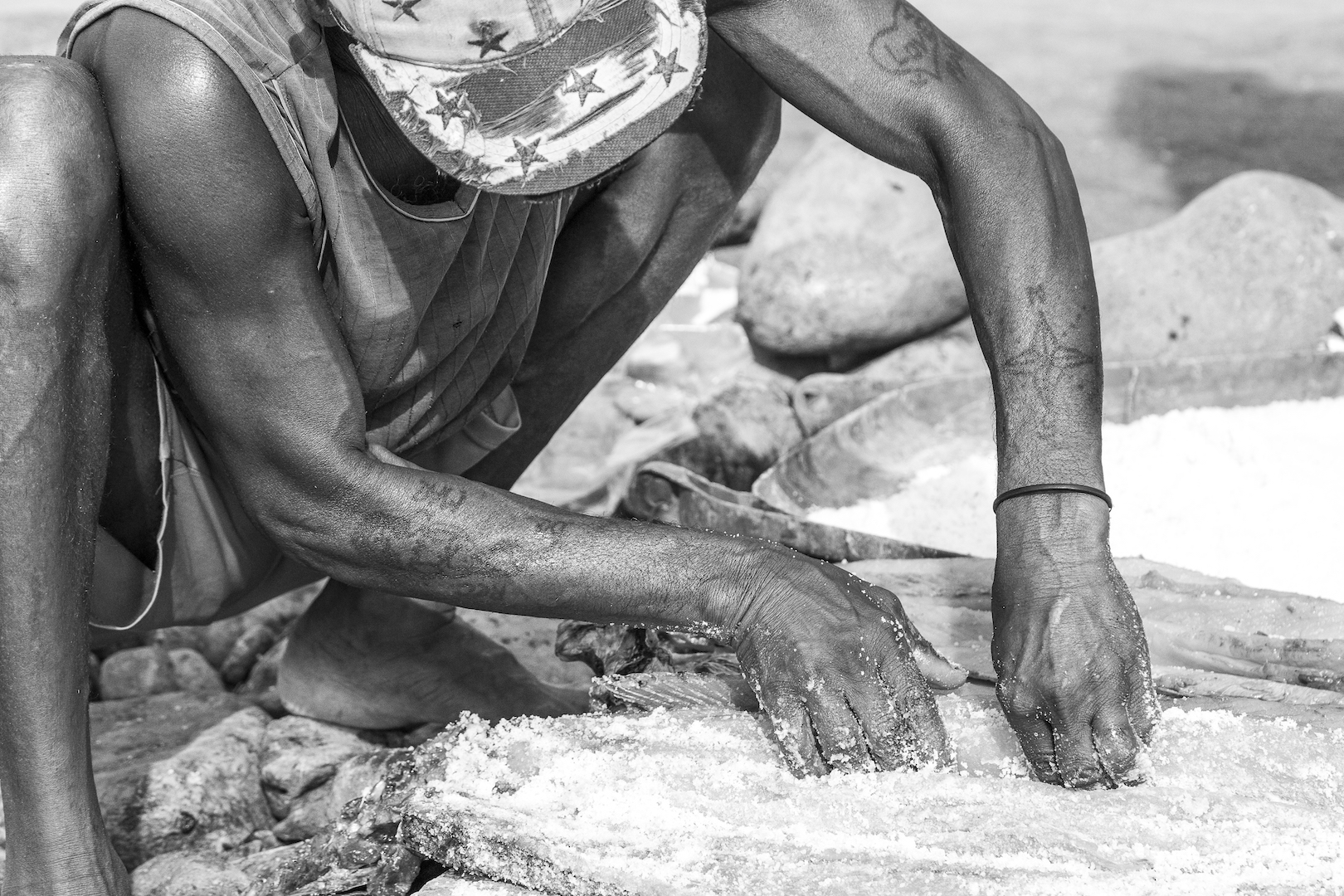